# Taborberg
De Taborberg is een 588 meter hoge berg in het noorden van Israël, in Laag-Galilea aan de rand van de Vlakte van Jizreël. Langs de berg liggen de voornamelijk islamitische plaatsen Iksal, Daboriya en Shibli-Umn al-Ghanem. Op de berg staan christelijke kloosters en kerken. De berg is bebost door het Joods Nationaal Fonds.

## Natuur
De Taborberg werd in de 19e en 20e eeuw bijna volledig ontbost, om hout voor de mijnbouw. In de jaren 1960 en 1970 werd er begonnen met herbebossing door het Joods Nationaal Fonds. De berg is deels begroeid met naaldbos, deel met garrigue (grassen en lage struiken).
Sinds 1991 is Tabor een natuurreservaat en een nationaal park.

## Religieuze gebouwen
In de zesde eeuw stonden er drie christelijke kerken op de berg. Door de associatie met de gedaanteverandering van Jezus was Tabor een bedevaartsoord. In 1911 werd het Grieks-orthodoxe Sint-Eliasklooster gebouwd op de berg. Er is ook een rooms-katholiek franciscaner klooster met een in 1924 voltooide basiliek.

## Tabor in de Bijbel
De Tabor wordt vele malen genoemd in de Hebreeuwse Bijbel, zoals in Jozua 19:12,22,34.

### Gedaanteverandering van Jezus
Volgens de christelijke traditie vond op de Taborberg de gedaanteverandering van Jezus plaats, ook wel de transfiguratie genoemd. Dit verhaal staat in de synoptische evangeliën in het Nieuwe Testament (Marcus 9:2-13; Matteüs 17:1-13; Lucas 9:28-36). Hierin is sprake van een hoge berg; de naam Tabor wordt niet genoemd.
Op dit verhaal grepen mystieke zoekers terug, vooral in de Oosters-orthodoxe kerken. Zij menen dat het zogenoemde Licht van Tabor dat de apostelen zagen, Gods glorie is en dat dit Licht ook nu nog gezien kan worden door ascese en hesychasme (zie Navelstaren).

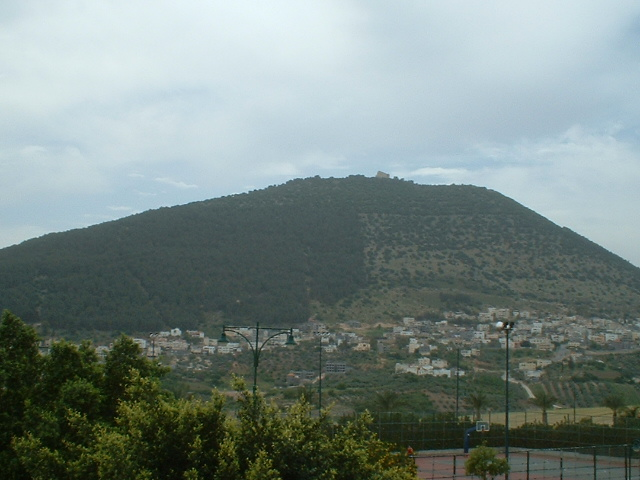
De Tabor
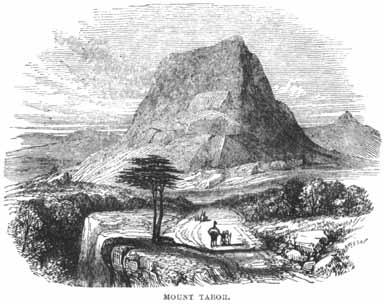
Oude pentekening van de Taborberg
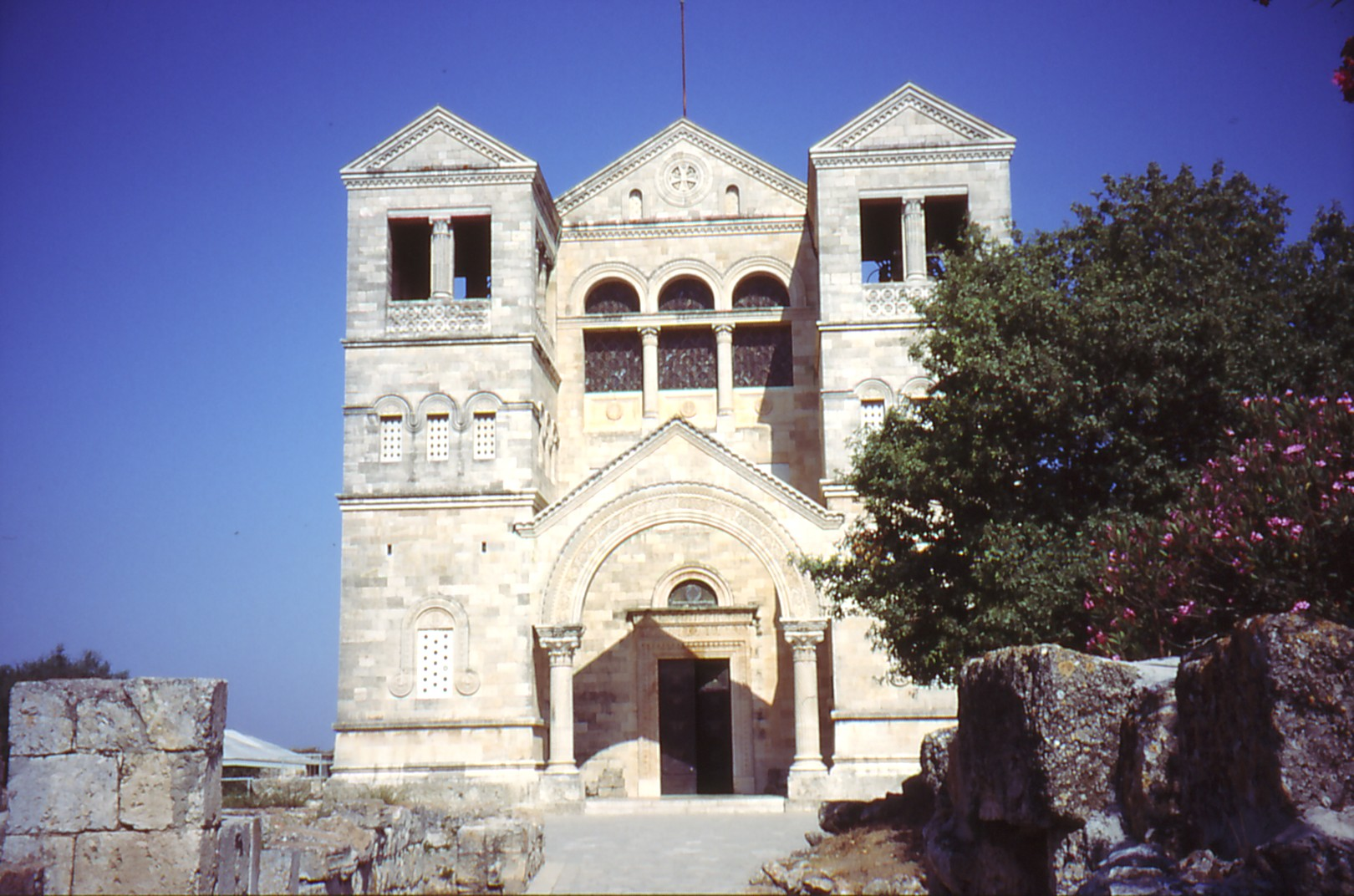
De katholieke Taborkerk, boven op de berg

## Ander gebruik van de naam Tabor
Er zijn verschillende andere bergen of plaatsen vernoemd naar de Taborberg in Israël. Voorbeelden zijn:
- Mont Thabor, een 3178 meter hoge berg in de Franse Alpen
- De heuvel "Berg Tabor" in de wijk Terbank, Leuven, ten westen van het stadscentrum
- De Tabor de la Matheysine (2389 m), een berg in het Franse Taillefermassief